# 鸭舌草
鸭舌草（学名：Monochoria vaginalis），又名雨久花、鴨仔草、水玉簪、田芋仔、鴨嘴菜、鴨兒嘴、豬兒菜、豬耳朵、鴨舌、水葵、小水蔥、斛菜，是一种雨久花科植物。这种植物在中国分布于黑龙江，吉林、河北、河南、陕西、甘肃，以至华东、华中、华南和西南；此外，朝鲜、日本、马来西亚及非洲的一些国家也有。

## 延伸阅读
[在维基数据编辑]
 《植物名實圖考·鴨舌草》，出自吳其濬《植物名實圖考》